# Surrey Grass Court Championships 1973
Il Surrey Grass Court Championships 1973 è stato un torneo di tennis giocato sulla terra rossa. È stata la 19ª edizione del Surrey Grass Court Championships, che fa dei Tornei di tennis femminili indipendenti nel 1973. Si è giocato a Guildford in Gran Bretagna dal 14 al 20 maggio 1973.

## Campionesse

### Singolare
Wendy Turnbull ha battuto in finale  Ann Kiyomura con il punteggio di 6–2, 6–0

### Doppio
Patti Hogan /  Sharon Walsh e  Lesley Charles /  Glynis Coles-Bond hanno condiviso il titolo